# تاريخ واسط (كتاب)
كتاب تاريخ واسط المؤلف أسلم بن سهل بن أسلم بن حبيب الرزّاز الواسطي، أبو الحسن، بَحْشَل .(المتوفى: 292هـ)محدّث (واسط) في عصره. وكان من الحفاظ الثقات۔

## اسم الكتاب
الكتاب الوحيد للواسطي هو كتاب «تاريخ واسط» وهو أول كتاب يعنى بالتاريخ الثقافي للمدينة التي يتحدث عنها.

## أقسام الكتاب
هو كتاب صغير يتكون من أربعة أبواب
- الباب الأول تسمية القرن الأول القادمين مدينة واسط من صحابة رسول الله صلى الله عليه وسلم ممن خدمه ورآه ونقل حديثه وسمع كلامه.
- الباب الثاني تسمية من اتصل بنا من أهل واسط من القرن الثاني
- الباب الثالث تسمية من اتصل بنا من أهل واسط من القرن الثالث.
- الباب الرابع تسمية القرن الرابع من أهل واسط الذين كتبت عنهم[1]